# 穆斯克斯
穆斯克斯（西班牙語：Musques）是西班牙巴斯克自治区比斯开省的一个市镇。总面积21平方公里，总人口6558人（2001年），人口密度312人/平方公里。